# Хлопунько
«Хлопунько» (нім. Das Bürle) — казка, опублікована братами Грімм у збірці «Дитячі та сімейні казки» (1812, том 1, казка 61). Згідно з класифікацією казкових сюжетів Аарне-Томпсона має номер 1535: «Багатий і бідний селянин», а також окремий епізод, що підпадає під номер 1737: «Обмін місцями з трикстером в мішку».
Американська поетеса Енн Секстон написала свою адаптацію казки у формі вірша під назвою «Малий селянин» (англ. The Little Peasant), що увійшла до збірки «Трансформації» (1971), книги, в якій вона переосмислила шістнадцять казок братів Грімм.

## Сюжет
Один бідний селянин та його дружина не мали корови, тому попросили столяра зробити дерев'яне телятко і віддали його на пасовисько. Коли пастух повернувся без телятка, вони пішли до старости, який змусив пастуха за свою недбалість дати їм корову. Як не мали вони чим годувати корову, то довелося її зарізати. Тоді Хлопунько взяв шкіру та пішов у місто, щоб її продати. По дорозі він побачив ворона зі зламаним крилом, якого пожалів та загорнув у шкіру. Як погода стала погана, Хлопунько знайшов притулок у млині, де мельникова жінка дала йому шматок хліба з сиром. Поки мельника не було вдома, до його дружини навідався піп і вони сіли перекусити. Коли її чоловік повернувся додому, дружина заховала попа й усі приготовані страви. Хлопунько вдав, що в нього в шкірі захований віщун та змусив ворону крикнути. Він сказав мельнику, де заховані страви, а коли вони разом поїли, передбачив, що у шафі в сінях у нього ховається чорт. Коли вони відчинили шафу, звідти вилетів піп і втік, а млинар дав селянину обіцяних триста талярів.
Хлопунька викликали до старости, щоб він пояснив звідки в нього стільки грошей, на що той сказав, що у місті продав коров'ячу шкіру за 300 талярів. Почувши це, селяни порізали усіх своїх корів, але продати шкіри не змогли. Селяни засудили Хлопунька до смерті й хотіли скотити його у дірявій бочці в річку. Якраз надійшов вівчар, який замість селянина сів у бочку, оскільки за словами Хлопунька за це його зроблять старостою. Вони помінялись місцями й вівчар втонув у річці, а Хлопунько тепер мав цілу отару. Коли селяни згодом побачили його з отарою овець, запитали звідки він їх взяв, на що той відповів, що на дні річки є прекрасні луки та пасеться на них багато ягнят. Селяни покидались у річку і втонули, а Хлопунько став спадкоємцем усього їхнього добра.